# 阿爾巴尼亞語維基百科
阿爾巴尼亞語維基百科是維基百科協作計劃的阿爾巴尼亞語版本，由非營利組織──維基媒體基金會維持負責。目前是各語言維基百科計劃中，規模排名第52（依條目量計算）的維基百科。計劃開始於2001年，至2022年12月有超過87,000個條目。

## 外部連結
- 阿爾巴尼亞語維基百科 （页面存档备份，存于）